# Aït Bouyahia
Ait Bouyahia est un village situé dans la commune de Beni Douala, dans la Wilaya de Tizi-Ouzou, en Algérie. Ce village abrite une population de 8 332 habitants.

## Histoire
Aṭ Bu Yeḥya est un village (taddart) de la tribu (عرش leɛṛac) des Aṭ Dwala, et de la confédération (القبائلية taqbilt) des Aṭ Ɛisi, de l'éthnie des izwawen (زواوة). Sa population est entièrement maraboutique (imrabḍen, المرابطون), ce village est justement connu pour son école (timɛemmert, مدرسة) : Akal Aberkan fondée vers 1750 en-même temps que le village,,. Il se divise en cinq idarmen qui font également office de district. L'un des plus importants est celui de ; Amsiwen. Ait Bouyahia possède 6 mosquées ainsi que 8 écoles coraniques différentes, chacune appartenant à un adrum (tribu), en plus de la zāwiyah qui est la propriété de tout le village,.

## Étymologie
Ayt (ou Aït, Aṭ) signifie en berbère "Les descendants de... / les fils de...", au pluriel. "Bou" en arabe dialectale ainsi qu'en langue Kabyle signifie "Fils de...", c'est la contraction de "Abū" "أبو". (A noter, que le suffixe "Bou" peut être aussi une simple liaison en berbère de "Ait" et "Ou", sachant que en berbère "Ou" signifie "Fils de" également[réf. nécessaire]). Yahyâ quant à lui signifie "Jean-Baptiste" en Arabe via l'Islam, et donc en Kabyle aussi. Ainsi "Aït Bou Yahia" signifie : "Les descendants du fils de Jean-Baptiste". Cela s'explique car, le fondateur du village Jeddi Abd-Allah, est originaire de la tribu des Aṭ Yeḥya, dans la confédération des Aṭ Mangellat (Ain al-Hammam).

## Personnalités liées au village
- al-Shaykḫ Abū Ṭāriq 'Abd-Allāh Muḥammad Ḥusayn Ḥashruf az-Zwâwî al-Buyaḥyi al-Jazā'irī, théologien et historien de l'Association des oulémas musulmans algériens[7].
- Sami El Djazairi, chanteur d'expression kabyle et arabe
- Mouloud Iboud, joueur international algérien de football, joueur et président de la JS Kabylie
- Kahina Hadid, judokate algérienne